# Астрапія білохвоста
Астрапія білохвоста (Astrapia mayeri) — вид горобцеподібних птахів родини дивоптахових (Paradisaeidae).

## Поширення
Ендемік Папуа Нової Гвінеї. Поширений у горах Бісмарка від річки Стрікленд до вулкану Гаген та гори Гілуве. Місце проживання цього виду представлене ділянками тропічних лісів та субальпійських та гірських хмарних лісів, інколи трапляється у вторинних лісах.

## Опис
Тіло завдовжки 32–35 см, вагою 102—157 г. Хвіст у самиць близько п'ятнадцяти сантиметрів завдовжки, але у самців від дуже довгий і може сягати до 90 см. У виду спостерігається чіткий статевий диморфізм. Самиця має темно-коричневе оперення у верхній частині тіла із зеленкуватим відтінком на голові, а живіт і груди мають мармуровий візерунок з жостого, помаранчевого та коричневого кольорів. У самців оперення рівномірно чорне, за винятком обличчя та горла блискучого зеленого кольору, верхньої частини грудей та щоки блискучого блакитного кольору і двох дуже довгих кермових стрічкоподібних пір'їн на хвості білого кольору із закругленим і чорним кінчиком. У обох статей дзьоб і ноги чорні, а очі карі.

## Спосіб життя
Птах живе під пологом лісу. Трапляється поодинці. Живиться плодами дерев, зрідка урізноманітнює раціон комахами та іншими дрібними безхребетними. Сезон розмноження триває з травня по вересень. Самці токують перед самицями, стрибаючи вперед-назад уздовж ретельно підібраної та очищеної гілки показуючи блискуче розпушене пір'я. Після спарювання самець не цікавиться потомством. Самиця сама піклується про будівництво гнізда, висиджування яєць та вирощування пташенят. Вона відкладає 2-3 яйця. Інкубація триває три тижня. Пташенята стають самостійними через місяць.